# Salto de Agua de Pío
Salto de Agua de Pío är en ort i Mexiko.   Den ligger i kommunen Santiago Tuxtla och delstaten Veracruz, i den sydöstra delen av landet, 400 km öster om huvudstaden Mexico City. Salto de Agua de Pío ligger 90 meter över havet och antalet invånare är 495.
Terrängen runt Salto de Agua de Pío är kuperad åt nordost, men åt sydväst är den platt. Runt Salto de Agua de Pío är det ganska tätbefolkat, med 111 invånare per kvadratkilometer. Närmaste större samhälle är San Andres Tuxtla, 13,8 km öster om Salto de Agua de Pío. Omgivningarna runt Salto de Agua de Pío är en mosaik av jordbruksmark och naturlig växtlighet.